# Cour (palais)
Pour les articles homonymes, voir Cour.

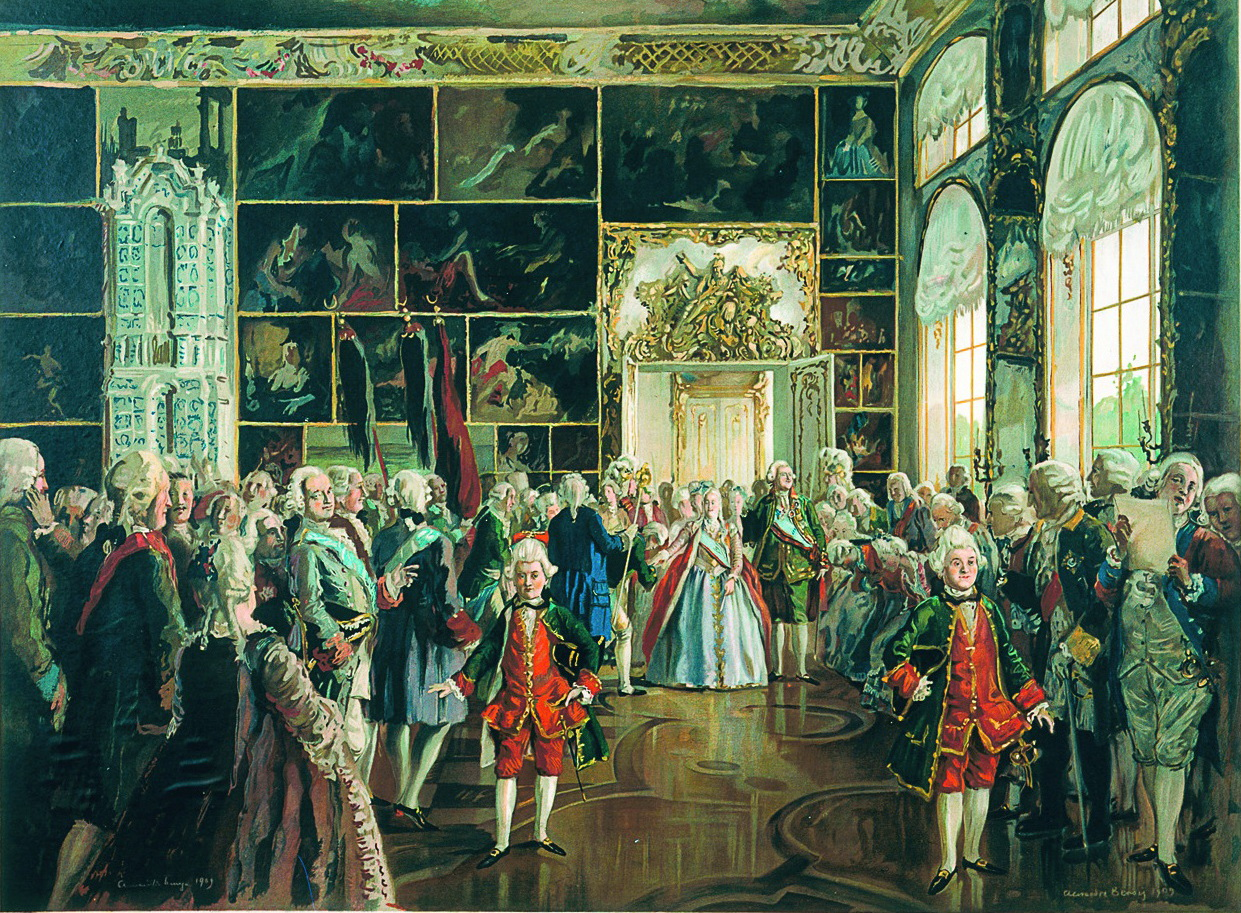
Tableau d'Alexandre Benois de 1912 montrant la cour de l'impératrice de Russie, Catherine la Grande.

La cour est le lieu de la vie palatine (vie de palais) et des réceptions diplomatiques des princes.
La cour était dans toutes les monarchies médiévales d'Europe occidentale le centre du gouvernement du pays. À l'époque moderne actuellement en Europe, les cours des monarchies subsistantes ont progressivement perdu leur influence au profit des gouvernements des pays.

## LaSociété de cour: les thèses de Norbert Elias
Selon le sociologue historique Norbert Elias, qui a décrit ces thèses dans La Société de cour et Sur le processus de civilisation, il y aurait eu un processus de « curialisation », c'est-à-dire d'extension des pratiques de la cour à l'ensemble de la société, qui expliquerait le « processus de civilisation », conçu comme médiation des pulsions, canalisation de celles-ci par des dispositifs normatifs qui interdisent l'expression des émotions notamment violentes.
Elias montre que la cour, en particulier le Versailles de Louis XIV, qui était le modèle des cours européennes à l'époque classique, imposait à ses membres une pacification des mœurs (dont l'interdiction du duel est le symbole), un contrôle de soi extrême, en particulier sur les pulsions agressives, ce contrôle de soi débouchant sur une distanciation intellectuelle par rapport aux conduites (ne rien laisser paraître, affecter l'indifférence) et sur l'importance nouvelle donnée à la parole et à un langage « noble », « raffiné », « distingué » (dont la préciosité est une forme caricaturale).
La « société de cour » a ainsi favorisé la réflexion sur soi, en particulier sur les pulsions et les émotions contraintes et refoulées, réflexion d'analyse psychologique dont des écrivains comme La Rochefoucauld (Réflexions ou sentences et maximes morales) ou Saint-Simon sont des représentants exemplaires. Au XIXe siècle, le « processus de civilisation » s'étendra à la bourgeoisie puis aux classes populaires.

## En Italie
Le terme italien de corte désigne un endroit clos, mais aussi la sphère occupée par le prince ou seigneur du lieu, son épouse, sa maison, ses courtisans et les membres de son entourage agissant sous son autorité. Les frontières de cette cour correspondent aux limites au-delà desquelles son pouvoir et son autorité ne s'exercent plus. Le château ou palais, situé généralement au centre de ce territoire, est à la fois la résidence principale du souverain et le centre militaire, administratif et financier du territoire.

### À la Renaissance
Le château ou le palais sont au cœur des lieux, entourés de bâtiments administratifs, religieux et militaires. L'espace peut être bordé de constructions défensives. Mais le sentiment d'enfermement et d'isolement provient plus de l'attitude des élites régnantes que du caractère « clos » de la cour. D'autorité divine, les souverains étaient plus ou moins accessibles et préservaient leurs privilèges avec vigilance.
La cour n'était cependant pas coupée du monde extérieur. Son personnel nombreux changeait régulièrement, les visiteurs, dont les diplomates et ambassadeurs, se déplaçaient de cour en cours. Par ailleurs, des liens matrimoniaux avaient tissé un véritable réseau entre les différentes cours. Les enfants naturels étaient régulièrement mariés avec la petite noblesse. Le prince finançait tout à la fois les projets municipaux et les ordres religieux. Lorsque la cour se déplaçait, une grande partie du personnel la suivait.
Le rôle des courtisans était déterminé par le souverain et sa famille. Si le pouvoir suprême appartenait au prince, les administrateurs de la cour jouissaient d'une certaine autonomie et les projets architecturaux et les travaux artistiques étaient le plus souvent confiés à des intermédiaires compétents. La puissance d'une cour et de son souverain était appréciée par sa capacité à pouvoir s'adjoindre et conserver les meilleurs spécialistes dont elle avait besoin dans tous les domaines, notamment militaires et artistiques. Rejoindre une cour permettaient à ceux-ci d'obtenir une reconnaissance financière et sociale. Certains courtisans travaillaient parfois pour la cour et pour des employeurs extérieurs. Les artistes passaient d'une cour à l'autre ce qui eut pour effet de permettre aux techniques de se répandre rapidement et aux styles régionaux de disséminer.
La cour à la Renaissance reste marquée par les divisions sociales. L'art de cour est exercé par une élite à l'intention d'un public d'élite. Ainsi, pour la réfection de Milan que conçut Léonard de Vinci à la demande du duc Sforza, il imagina que la partie en hauteur de la ville qui est tournée vers le soleil soit réservée à la cour et à la noblesse tandis que la partie basse et ombragée était dévolue au peuple et aux pauvres.
Même si elles entretenaient des contacts étroits avec les cours étrangères avec lesquelles elles s'allièrent par le mariage, les cours italiennes demeuraient à la Renaissance de taille réduite et n'avait pas d'autorité internationale. Seul l'art leur permettait de rivaliser avec leurs voisins.
La plupart des princes italiens étaient des condottieri qui avaient fait fortune en louant leurs compétences militaires et leurs troupes aux autres puissances italiennes. La richesse de certaines cours, comme celle d'Urbino, provient essentiellement de cette activité. Si les jeunes princes de ce fait étaient formés aux armes, à partir de 1440, ils reçurent aussi une éducation humaniste mêlant des idéaux chevaleresques aux exemples de politique et de stratégie militaire de l'Antiquité. Ils étudièrent alors la grammaire, la rhétorique, la poésie, l'histoire et la philosophie, si possible en latin, langue de l'élite cultivée.
Les épouses des souverains, qui pour la plupart avaient aussi reçu une éducation humaniste, avaient un rôle limité, notamment comme mécènes. Les dépenses à caractère public étaient l'apanage de leur époux qui leur allouaient essentiellement les sommes leur permettant de subvenir aux frais de leur maison. La cour de Ferrare, où le duc permit aux femmes de prendre des décisions politiques et artistiques est une exception : Eleonore d'Aragon, épouse d'Ercole I, y dirigea les affaires politiques en l'absence de son mari, Lucrèce Borgia y présida un cercle artistique.
Les villes-Etats de la péninsule avaient principalement des activités commerciales et industrielles où la noblesse était bien intégrée à une bourgeoisie prospère. Certaines étaient gouvernées par des conseils, comme Florence, Gênes et Venise. A Rome, puissance politique et spirituelle, les cardinaux avaient le même rang que les princes et nombre d'entre eux avaient leur propre cour, à côté de la cour papale.